# Chasa Baer-Gaudenz

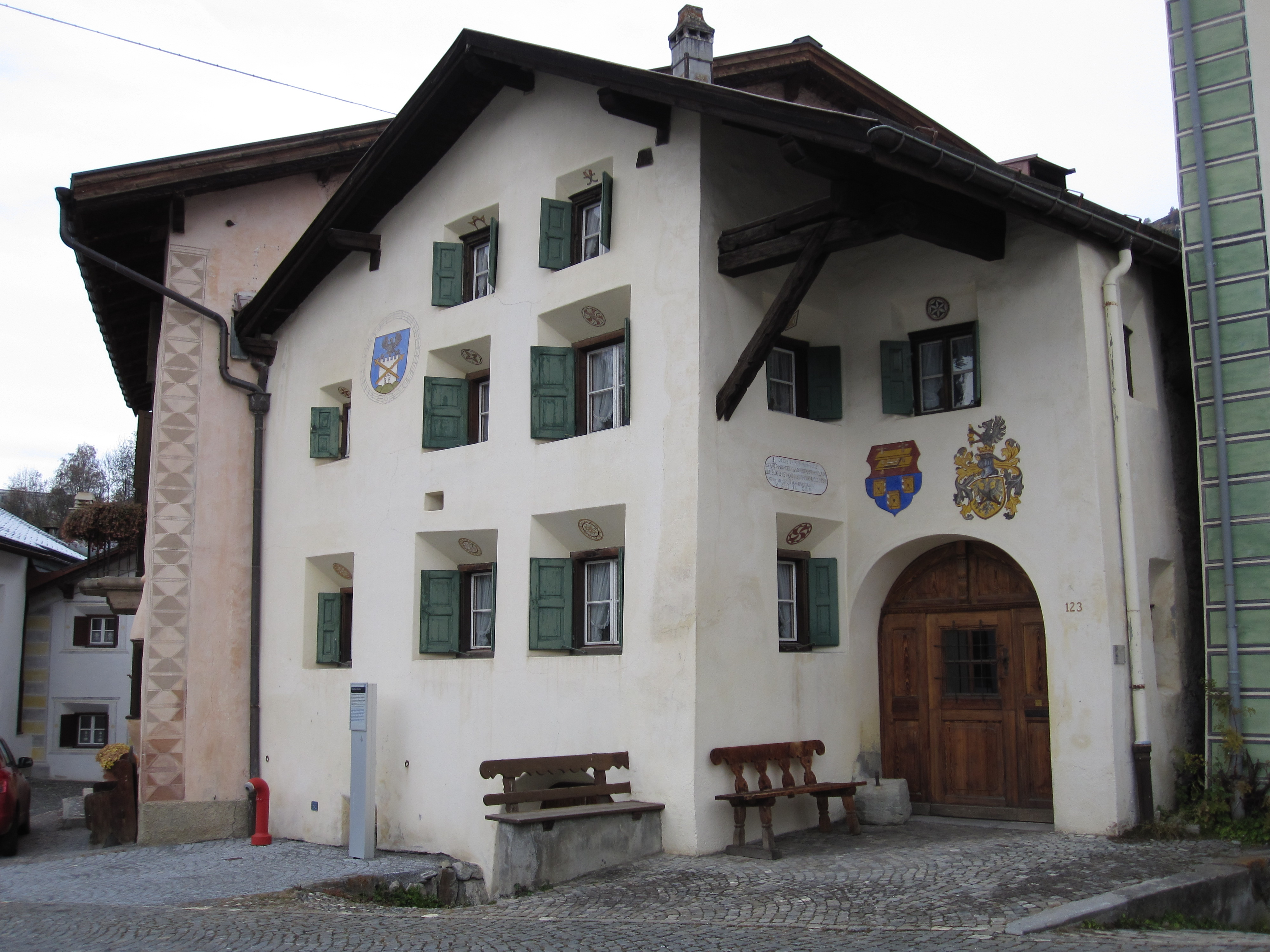
Chasa Baer-Gaudenz im Unterdorf in Scuol

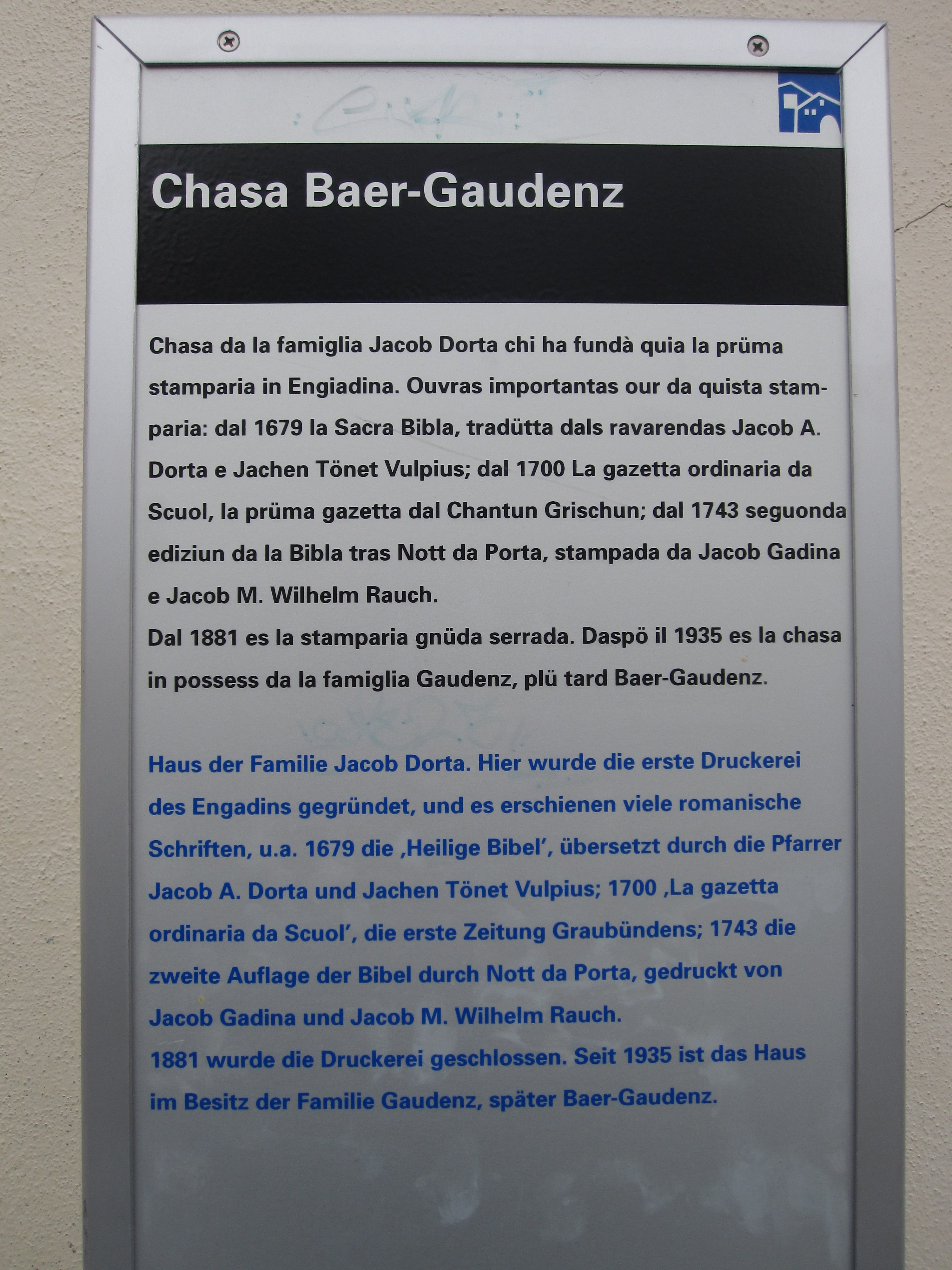
Zweisprachige Informationstafel der Kommune vor der Chasa Baer-Gaudenz

Die Chasa Baer-Gaudenz (Chasa rätoromanisch im Idiom Vallader für «Haus») ist ein denkmalgeschütztes Gebäude im Unterdorf des Unterengadiner Hauptortes Scuol, in dem die erste Druckerei des Engadins gegründet wurde. 

## Geschichte

### Druckerei
Im Besitz der Familie Dorta, diente das Engadinerhaus über Jahrhunderte als Druckwerkstatt vornehmlich für rätoromanische Bibelübersetzungen, so die Soncha Scrittüra (= «Heilige Schrift») von 1679 (Vorgängerin der heutigen engadinerromanischen Bibelausgabe) durch die reformierten Pfarrer Jacob A. Dorta und Jachen Tönet Vulpius, Katechismen und religiöse Schriften. 
Auch die Gazetta ordinaria da Scuol als die erste Zeitung des Freistaats der Drei Bünde wurde hier produziert.

### Gegenwart
1881 wurde die Druckerei stillgelegt. 1935 ging das Haus in den Besitz der Familie Gaudenz über, später erfolgte die Umbenennung in Baer-Gaudenz.